# Biblioteca médica nacional de la India
La Biblioteca médica nacional de la India es una biblioteca médica establecida el 1 de abril de 1966 por el Gobierno de la India. Se encuentra en Ansari Nagar, en Nueva Delhi.
Su objetivo es proporcionar servicios bibliotecarios y de información a los profesionales de ciencias de la salud en la India. Funciona bajo el control administrativo de la Dirección General de Servicios de Salud.
Tiene 3,6 lakh volúmenes de libros, informes, revistas y otras publicaciones. La biblioteca cuenta con una buena colección de literatura del siglo XIX. Los libros están clasificados según la Clasificación Decimal Dewey.